# IC 2312/2
IC 2312/2 је галаксија у сазвијежђу Рак која се налази на листи објеката дубоког неба у Индекс каталогу.
Деклинација објекта је + 18° 30' 44" а ректасцензија 8h 20m 53,4s. Привидна величина (магнитуда) објекта IC 2312 износи 16,0 а фотографска магнитуда 17,0.